# Discursos sobre a Primeira Década de Tito Lívio
Discursos sobre a Primeira Década de Tito Lívio (em italiano:  Discorsi sopra la prima deca di Tito Livio), é uma obra de história política e filosofia escrita no início do século XVI (ca. 1517) pelo escritor florentino Nicolau Maquiavel, mais conhecido como o autor d'O Príncipe. Foram publicados postumamente, em 1531.
O título da obra faz referência aos dez primeiros livros de Ab Urbe condita libri, do historiador romano Tito Lívio, em que é contada a expansão de Roma até as Guerras Samnitas. 
Tanto por meio de sua obra mais famosa, "De Principatibus" (Em Latim, "Dos Principados", forma de governo monárquico que se opõe à República), que os tradutores preferiram converter para "O Príncipe", dando mais ênfase ao futuro soberano que à forma de governo porque o livro é realmente um Manual para quem pretende governar, quanto por meio de "Discursos...", o secretário da chancelaria florentina Nicolau Maquiavel demonstra muito conhecimento de História antiga, especialmente do Império Romano, utilizando comparações entre os defeitos, a "Virtú" e a Fortuna de vários Imperadores da Roma antiga entre eles mesmos e entre os príncipes, suseranos e vassalos da Europa medieval.      